# Méry-Corbon
Méry-Corbon is een plaats en voormalige gemeente in het Franse departement Calvados in de regio Normandië en telt 835 inwoners (1999). De plaats maakt deel uit van het arrondissement Lisieux.

## Geschiedenis
Op 1 januari 2017 fuseerde de gemeente met Bissières tot de commune nouvelle Méry-Bissières-en-Auge.

## Geografie
De oppervlakte van Méry-Corbon bedraagt 7,6 km², de bevolkingsdichtheid is 109,9 inwoners per km².
De onderstaande kaart toont de ligging van Méry-Corbon met de belangrijkste infrastructuur en aangrenzende gemeenten.

## Demografie
Onderstaande figuur toont het verloop van het inwonertal (bron: INSEE-tellingen).
Vanwege een beveiligingsprobleem met de MediaWiki Graph-software is het momenteel niet mogelijk deze grafiek weer te geven. Zodra de software is bijgewerkt zal de grafiek vanzelf weer zichtbaar worden.